# Михолащиця
44°48′ пн. ш. 14°22′ сх. д. / 44.80° пн. ш. 14.37° сх. д.
Михолащиця (хорв. Miholašćica) — населений пункт у Хорватії, у Приморсько-Горанській жупанії у складі міста Црес.

## Населення
Населення за даними перепису 2011 року становило 36 осіб.
Динаміка чисельності населення поселення:

## Клімат
Середня річна температура становить 14,65 °C, середня максимальна – 27,60 °C, а середня мінімальна – 2,50 °C. Середня річна кількість опадів – 962 мм.
| Клімат поселення                              | Клімат поселення | Клімат поселення | Клімат поселення | Клімат поселення | Клімат поселення | Клімат поселення | Клімат поселення | Клімат поселення | Клімат поселення | Клімат поселення | Клімат поселення | Клімат поселення | Клімат поселення |
| Показник                                      | Січ.             | Лют.             | Бер.             | Квіт.            | Трав.            | Черв.            | Лип.             | Серп.            | Вер.             | Жовт.            | Лист.            | Груд.            |                  |
| Середній максимум, °C                         | 10,00            | 10,03            | 12,67            | 16,47            | 21,70            | 25,97            | 27,60            | 27,13            | 22,57            | 18,23            | 13,47            | 10,67            |                  |
| Середня температура, °C                       | 6,27             | 6,30             | 8,93             | 12,73            | 17,93            | 22,23            | 24,57            | 24,13            | 19,57            | 15,23            | 10,47            | 7,67             |                  |
| Середній мінімум, °C                          | 2,50             | 2,53             | 5,17             | 8,93             | 14,17            | 18,43            | 21,53            | 21,13            | 16,50            | 12,17            | 7,40             | 4,60             |                  |
| Норма опадів, мм                              | 83               | 67               | 67               | 68               | 61               | 68               | 38               | 63               | 101              | 122              | 125              | 99               |                  |
| Середньомісячна швидкість вітру, м/с          | 3.03             | 3.23             | 3.30             | 3.10             | 2.80             | 2.60             | 2.60             | 2.60             | 2.73             | 3.00             | 3.40             | 3.30             |                  |
| Середньомісячна сонячна радіація, кДж/м²·день | 4649             | 7417             | 10914            | 15632            | 20211            | 21860            | 23370            | 20142            | 14784            | 9483             | 5070             | 3908             |                  |
| --------------------------------------------- | ---------------- | ---------------- | ---------------- | ---------------- | ---------------- | ---------------- | ---------------- | ---------------- | ---------------- | ---------------- | ---------------- | ---------------- | ---------------- |
| Джерело:                                      |                  |                  |                  |                  |                  |                  |                  |                  |                  |                  |                  |                  |                  |